# Leizu

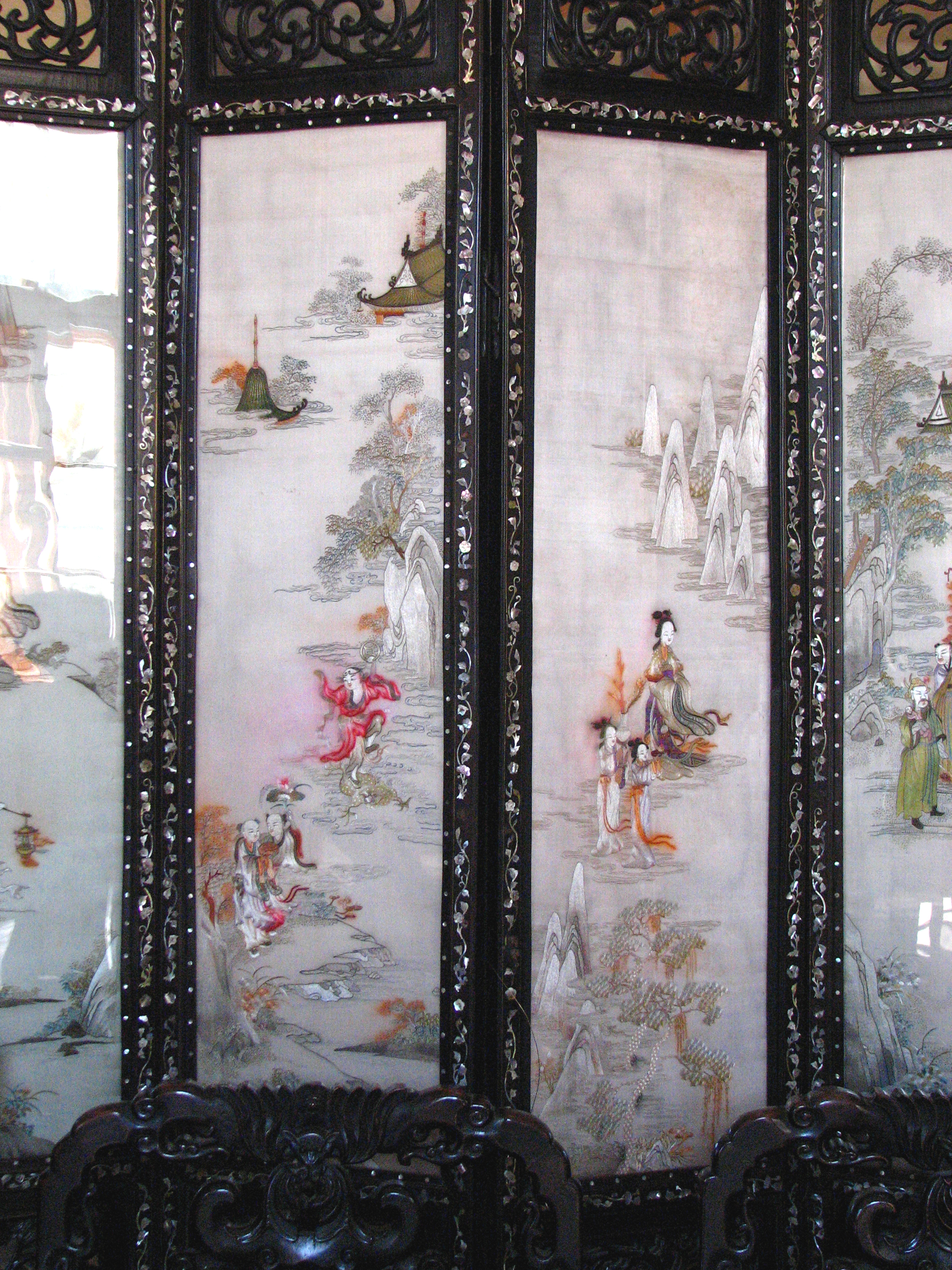

Leizu (du chinois : 嫘祖) est une légendaire impératrice chinoise, épouse de l'Empereur jaune. Elle fut une des servantes de la Reine-Mère d'Occident, qui fut abandonné sur Terre car elle n'avait pas respecté la discipline céleste. On dit de Leizu qu'elle était « laide comme un pou, avait le teint sombre, les lèvres épaisses et une petite taille ».
C'est elle qui découvrit la soie et inventa le métier à tisser la soie au XXVIIe siècle av. J.-C..Il existe de nombreuses légendes sur son existence et sa relation avec l'empereur Huangdi.

## Légendes
D'après l'une d'entre elles, Leizu buvait son thé du midi quand un cocon de soie tomba dans sa tasse.
Le ver à soie tomba dans son thé et la chaleur de la tasse détendit l'unique fil de soie. Elle se rendit alors compte que ce fil était particulièrement doux.
Une autre légende raconte que l'empereur Huangdi a rencontré Leizu sur la montagne de l'Est. Cette dernière était en train de cracher des fils de soie, et Huangdi fut captivé par cette scène. Il lui demanda donc de lui apprendre à tisser de la soie, Leizu accepta à condition qu'il l'épouse. Elle lui expliqua qu'elle découvrit des fruits dans le jardin de la Reine-mère. Elle décida de manger cette fleur et se mit à tousser de la soie.Elle eut ensuite l'idée d'en donner aux papillons, qui ont fini par pondre des vers à soie. La Reine-mère découvrant que Leizu utilisait une herbe immortelle, elle la jeta sur la Terre et Leizu fut recueillie une femme de la tribu Xiling.  Elle montra par la suite à Huangdi les cocons de vers à soie qu'elle élevait et nourrissait de feuilles de mûriers. Huangdi retourna chez lui et raconta l'histoire à ses parents. Depuis ce jour, Leizu commença à enseigner aux jeunes filles comment évider les cocons et faire des écheveaux de soie.
Une autre légende dit que Leizu trouva un ver à soie en train de manger des feuilles de mûrier. Elle prit le cocon et le plongea dans son thé chaud. Un fil fin commença à se séparer du cocon. Leizu conclut que ce fil pouvait se détendre et servir.
Elle convainquit alors son mari de lui donner un bosquet de mûriers, où elle pouvait domestiquer les vers à soie. Elle inventa donc le moulinet à soie. La Chine fut la première civilisation à utiliser la soie. Leizu partagea ses découvertes avec d'autres personnes, de plus en plus d'hommes s'habillèrent avec des tissus de soie, et ce savoir-faire se généralisa en Chine.